# Адрианополь (Луганская область)
Адриано́поль (укр. Адріано́піль) — село, относится к Перевальскому району Луганской области Украины. С 1922 по 1965 годы входило в состав Ворошиловского района Донецкой губернии Луганского округа (с 1938 по 1991 годы Ворошиловградская область) УССР.  Под контролем самопровозглашённой Луганской Народной Республики.

## География
Соседние населённые пункты: село Тимирязево и посёлки Комендантское и Запорожье на юге, Городище и Фащевка на юго-западе, Центральный и Софиевка на западе, Байрачки и сёла Малоивановка, Красная Заря, Новосёловка на северо-западе, города Артёмовск на севере, Перевальск и посёлки Ящиково, Селезнёвка, Бугаевка на северо-востоке, Радгоспный и сёла Баштевич на востоке, Уткино на юго-востоке.

## Население
Население по переписи 2001 года составляло 446 человек.

## Религия
В селе находится Свято-Николаевский храм РПЦ (УПЦ МП).

## Общие сведения
Почтовый индекс — 94333. Телефонный код — 6441. Занимает площадь 2,034 км².

## Местный совет
94333, Луганская обл., Перевальский р-н, с. Адрианополь, ул. Советская, 8